# Château Poujeaux

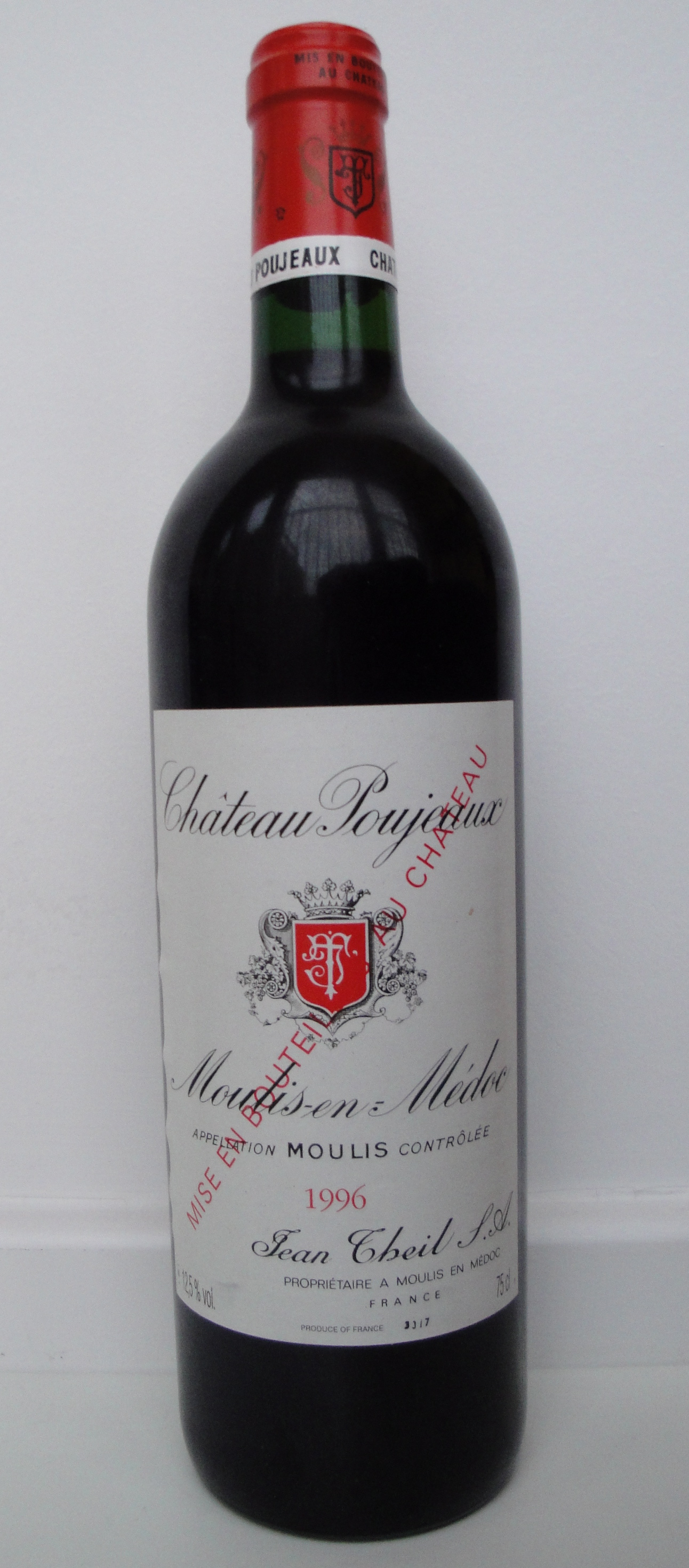
Eine Flasche Château Poujeaux aus dem Jahrgang 1996.

Das Château Poujeaux ist eines der bekannten Weingüter von Bordeaux. Es liegt im Moulis, westlich von Saint-Julien und gehört zur Klasse der Cru Bourgeois.

## Lage und Weinbereitung
Die Anbaufläche beträgt 52 ha in einer zusammenhängenden Parzelle. Die Weinberge liegen auf der Kiessandkuppe der Gemarkung Poujeaux, die das beste Terroir der Appellation Moulis darstellt. Diese Kuppe entstand während der Günz-Eiszeit. Erzeugt wird ausschließlich Rotwein. Im Rebsatz überwiegen  mit 50 % der Cabernet Sauvignon und mit 40 % der Merlot. Jeweils 5 % entfallen auf Cabernet Franc und Petit Verdot. Das Durchschnittsalter der Reben liegt bei 30 Jahren, die Pflanzdichte ist mit 10.000 Stöcken je Hektar extrem hoch.
Die Weinbereitung folgt der klassischen Schule von Bordeaux mit vierwöchiger Maischegärung in Beton- und Edelstahlbehältern, malolaktischer Gärung und anschließendem 12 Monate dauerndem Ausbau in  Barriquefässern, die jedes Jahr zur Hälfte erneuert werden. Die Jahresproduktion liegt bei ca. 300.000 Flaschen. Der Wein ist geschmeidig und harmonisch mit voller Frucht. Er entwickelt sich im Keller über mindestens zehn Jahre. Aufgrund seiner Qualität wird er allgemein den Grands Crus Classés gleichgestellt. Dies kommt auch in der Mitgliedschaft in der exklusiven Union des Grands Crus zum Ausdruck. Der Zweitwein trägt den Namen La Salle de Poujeaux.
Château Poujeaux wird vom Önologen Jacques Boissenot sowie dessen Sohn Eric begleitet und beraten.

## Geschichte
Die Rebflächen waren seit dem 16. Jahrhundert unter dem Namen Salles de Poujeaux bekannt und damals Teil von Château Latour. Am 18. Juli 1806 kaufte André Castaing, der seinen Reichtum im Handel mit den Antillen erworben hatte, den ausgedehnten Besitz namens Grand-Poujeaux. 1820 kam es zu einer ersten Erbteilung, aus der später auch das Château Chasse-Spleen hervorging. 1880 wurde der verbleibende Besitz in drei Teile geteilt. Ein Drittel erwarb im Jahr 1921 François Theil. Sein Sohn Jean übernahm ab 1957 die Verantwortung über das Gut. Ihm gelang es, die beiden anderen Drittel zu kaufen und den Weinberg wieder als Ganzes zu führen. 1981 übergab er Château Poujeaux an drei seiner Söhne. Im Jahr 1997 gründete die Familie Theil eine Aktiengesellschaft, die das Weingut seither verwaltete. Anfang 2008 verkaufte sie das Gut an den Pariser Multimillionär Philippe Cuvelier, dem bereits das Château Clos Fourtet in der Gemeinde Saint-Émilion gehört. Als Berater wurden Nicolas Thienpont und Stéphane Derenoncourt engagiert.
Im Jahr 1966 wurde Château Poujeaux als Cru Grand Bourgeois Exceptionnel klassifiziert, also als Teil der Elite der Crus Bourgeois. 1991 und 1995 gewann der Wein von Poujeaux die Coupe des Crus Bourgeois. In der (aufgehobenen) Klassifizierung der Crus Bourgeois von 2003 kam Château Poujeaux als Cru Bourgeois Exceptionnel in die Spitzenklasse. Die Weine dieses Gutes können sehr langlebig sein.
Die größten Jahrgänge der jüngeren Zeit sind 1990, 1995, 1996, 2000, 2005, 2009 (92 PP) und 2010. Im durchschnittlichen Jahrgang 1997 erzeugte Chateau Poujeaux anerkanntermaßen einen der besten Cru-Bourgeois-Weine.